# Quatro Estágios da Iluminação
Os Quatro Estágios da Iluminação no Budismo são quatro estágios do caminho para a iluminação completa, que se dá no último estágio, o  Arahant. Estes são:
- Sotapanna
- Sakadagami
- Anagami
- Arahant

O ensinamento dos quatro estágios da iluminação é um elemento central das escolas budistas iniciais, incluindo a escola de Budismo Theravada (atual no Sri Lanka, Tailândia, Laos, Camboja e Birmânia).

## As pessoas comuns
Uma pessoa comum, ou puthujjana (páli; sânscrito: puthagjana), está presa nas mudanças sem fim do Samsara. Fazendo o bem ou o mal como influenciado por seus desejos ou aversões, ela nasce em estados mais altos ou mais baixos do ser (céus ou infernos) de acordo com suas ações (Khamma). Como tem pouco controle sobre sua mente e comportamento, seu destino está sujeito a grande sofrimento. A pessoa comum nunca experimentou a verdade última do Dharma, e portanto não tem como encontrar um fim para seu sofrimento.

## As pessoas nobres
Com o primeiro passo da iluminação há uma transição com o rompimento de alguns dos grilhões que prendem o ser ao  Samsara, e este torna-se um ariyapuggala (sânscrito: āryapudgala); uma "pessoa nobre", que tem a certeza de iluminação completa como um Arahant em um futuro próximo (dentro de sete vidas). O seu destino específico é regido pelo grau de realizações atingido. Diz-se deste que ele 'entrou na correnteza'.
A Sangha dos discípulos do Tathagata (Arya Sangha), é formada por estes seres nobres (Aryas). São considerados oito tipos de pessoa separados em quatro pares, onde cada caminho (magga) é separado de sua fruição (phala)
1. O caminho para o fluxo de entrada; A fruição do fluxo de entrada;
2. O caminho para um regresso a este mundo; A fruição de um regresso a este mundo;
3. O caminho para o não regresso; A fruição do não regresso;
4. O caminho para o estágio de Arahat; A fruição do estágio de Arahat.

Tomada isoladamente cada realização tem-se oito tipos de "indivíduos". 

### O que entrou na correnteza
A primeira fase é a de Sotāpanna (páli, sânscrito: Srotaāpanna), significa "um que entra no correnteza", sendo o fluxo o caminho budista, considerado como o mais elevado Dharma. Do que entrou na correnteza também se diz que "abriu o olho do Dhamma" (em páli:  dhammacakkhu, em sânscrito:  dharmacakṣus). 
A um que entrou na correnteza a iluminação é garantida após um máximo de sete nascimentos. O que entrou na correnteza também pode ter a certeza de não renascer em qualquer um dos estados de infelicidade (isto é, como um animal, um preta, ou seja, em um inferno). Ele só pode renascer como um ser humano, ou em um céu. 
O que entrou na correnteza atingiu uma intuitiva compreensão da doutrina budista samyagdṛṣṭi ou sammādiṭṭhi, ("conhecimento direto"), tem total confiança ou Saddha nas Três Joias ( o Buda, o Dhamma e a Sangha), e tem perfeito comportamento moral (Sila). 

### O que retorna uma vez
A segunda etapa é  Sakadāgāmī (sânscrito: Sakṛdāgāmin), literalmente significa "que retorna uma vez". O que retorna uma vez só renascerá uma vez nos planos materiais (excluindo obviamente os planos inferiores). 

### O Não-Retorno
A terceira fase é o Anāgāmī (sânscrito: Anāgāmin), literalmente significa "aquele que não tem retorno (āgacchati)". O 'que não retorna' não volta para a existência humana, ou qualquer mundo inferior depois da morte. Em vez disso, ele  renasce, em um dos mundos superiores, Rūpadhātu denominado mundos, ou "Moradas Pura", onde ele atingirá o Nirvana; (em páli:  Nibbana), alguns deles  renascem uma segunda vez em um mundo superior às Moradas Puras, mas em nenhum caso são nascidos em um estado inferior. 

### Arahant
A quarta etapa é a da Arahant, um ser humano totalmente esclarecido que abandonou todos os grilhões, e que após a morte (em sânscrito:  Parinirvāṇa Pali),  não será renascido em qualquer mundo, tendo inteiramente abandonado o Samsara, o ciclo de renascimentos. Arahant é o nome dado ao ser que conseguiu se libertar no Samsara e que atingiu o Nirvana. O título Buddha é reservado para aquele arahant que tenha descoberto o dhamma em uma era, outros arahants podem ser o ouvinte (Shravaka), como um discípulo de um Buddha,  ou realizador solitário (Pratyeka-Buda), ser que atingiu a iluminação independente dos ensinamentos de um Buddha mas que não teve capacidade de passar o caminho para a iluminação a outros seres.